# لشکر بیست و چهارم زرهی (ورماخت)
لشکر بیست و چهرم زرهی (به آلمانی: 24. Panzer-Division) یکی از لشکرهای زرهی نیروی زمینی آلمان در دوره رایش سوم بود که در جنگ جهانی دوم به نبرد پرداخت.

## تاریخچه عملیاتی

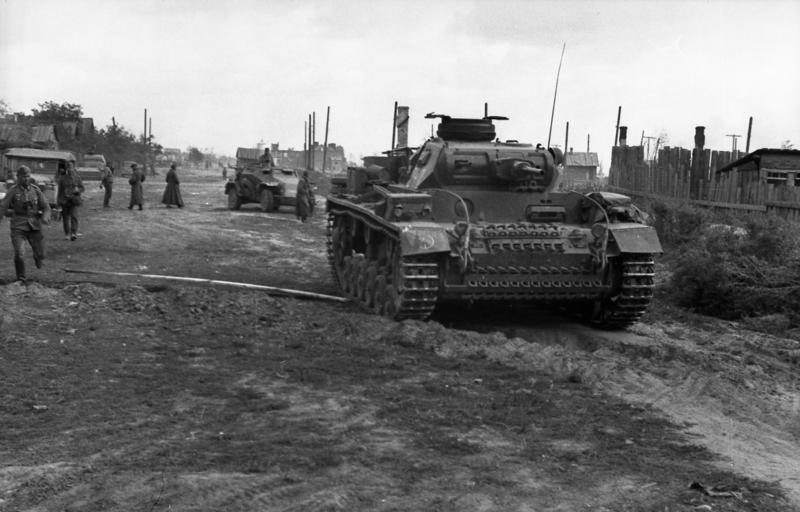
تانک لشکر ۲۴ زرهی آلمان در جنگ جهانی دوم

### شوروی

#### ۱۹۴۲
در جریان عملیات ورماخت در جنوب روسیه موسوم به مورد آبی، لشکر بیست و چهارم زرهی به فرماندهی سرتیپ برونو ریتر فن هاوئنشیلت روز ۱۲ اوت سال ۱۹۴۲ فرمان به الحاق از ارتش ششم به ارتش چهارم زرهی دریافت کرد. این لشکر می‌بایست با طی مسافتی طولانی، از ناحیه چیر در غرب استالینگراد با گذر از رود دن خود را به سایر لشکرهای زرهی ارتش چهارم زرهی می‌رساند. لشکر در قالب سه گروه، روز بعد در محل مقرر شده به رود دن رسید. استفاده از جاده‌های مشترک با لشکر دویست و نود و هفتم پیاده‌نظام موجب ایجاد راهبندان در مسیر لشکر بیست و چهارم زرهی شد. با توجه به نقش جلوداری نیروهای زرهی، این لشکر در اولویت عبور از پل رود دن بود. همان روز لشکر بیست و چهارم زرهی تحت امر سپاه ۴۸ زرهی قرار گرفت و موظف به حرکت به سمت ناحیه آکسای در صد کیلومتری جنوب استالینگراد شد تا در جایگاه ذخیره قرار بگیرد. لشکر با راهپیمایی چند روزه در هوایی گرم و پر از گرد و غبار در اراضی استپ، با طلایه‌داری گردان ۴ موتورسوار در موقعیت مورد نظر در مجاورت خط‌آهن روستوف-استالینگراد قرار گرفت. کمبود سوخت در این راهپیمایی‌ها کُندی می‌آفرید. در این موضع، لشکر بیست و چهارم زرهی مسئول حفاظت از جناح شرقی سپاه ۴۸ موتوریزه شد. بدین منظور گروه‌رزمی هِلِرمَن لشکر در خط مقدمی به طول ۲۵ کیلومتر مستقر گردید تا از جناح راست سپاه که خط مقدم آن رو به شمال بود، محافظت کند. مابقی نیروهای لشکر نیز جهت استراحت و تعمیر خودروها در ناحیه آکسای گرد آمدند.